# Hangö flygfält
Hangö flygfält eller Täktom flygfält som den också kallas lokalt (Finska: Hangon lentokenttä eller Hangon lentopaikka) (ICAO-kod: EFHN) är en flygplats för privatplan som är belägen cirka 8 kilometer öster om Hangö stads centrum i regionen Västnyland i Finland.     
Flygplatsen ägs av Hangö stad som har ett driftsavtal med Hangö flygfältsförening r.f. om drift och underhåll av fältet. Hangö Flygklubb r.f. och Suomen laskuvarjokerho ry bedriver verksamhet på flygplatsen. Hangö flygklubb äger i dagsläget ett Evector EV-97 Eurostar ultralätt flygplan medan fallskärmshopparklubben har ett Cessna 208B Grand Caravan flygplan.
På flygfältet bedrivs huvudsakligen motorflyg och fallskärmshoppning. På grund av skärpta miljöregler ligger fallskärmshopparklubbens verksamhet vid flygplatsen sedan våren 2011 nere. Framtiden för fallskärmshopparklubbens fortsatta verksamhet vid flygplatsen är en öppen fråga

Gästande flygplan bör observera Finländska försvarsmaktens skjutområden D47 och D44 samt undvika bullerskyddsområdet vid Finska vikens strand. Flygplatsen har ingen tankningsservice för gästande flygplan. Vid behov får bränsle hämtas till flygplatsen i 20-liters dunkar, och det är tillåtet att tanka flygplanet under förutsättning att ett tjockt lager absorberande material har lagts på marken under själva flygplanets påfyllningsstuds.  På flygplatsen är tullservice normalt inte tillgänglig. Vidare kan nämnas att på flygplatsen har inte instrumentinflygningsprocedur (IFR) publicerats. 

## Historik
Strax efter Finska vinterkrigets slut 1940 var Finland tvungen att arrendera ut halva Hangö udd till Sovjetunionen för en tid av 30 år. Sovjetunionen upprättade, utan dröjsmål, en flottbas i det tvångsarrenderade området. Därtill uppsattes, i rask takt, en flygbas i Täktom by. Flygfältsbanans längd var 1 100 meter. Runt flygfältet byggdes sammanlagt 37 hangarer, varav 9 stycken var underjordiska. De sovjetiska styrkorna på Hangö udd evakuerades sedermera i förtid sjövägen. Innan de sovjetiska styrkorna lämnade området totalförstörde de bland annat flygbasen.  Det dröjde ända fram till år 1969 innan återuppbyggnadsarbetet på flygfältet kom igång. Till en början skedde det med ideella krafter, men 1973 fick arbetena på flygfältet ordentlig skjuts tack vare ekonomiskt stöd av olika industriföretag. Flygverksamheten på fältet började 1974 och 1975 erhöll flygplatsen status som civilflygplats. Hangö flygfältsförening grundades 1973.